# 井關站
井關站（日语：／ Isegi eki */?）是位於三重縣津市一志町井關，東海旅客鐵道（JR東海）的名松線車站。

## 歷史
- 1930年（昭和5年）3月30日 - 國鐵名松線權現前至此站之間開通，此站啟用[1]。此站是一般車站。
- 1931年（昭和6年）9月11日 - 名松線延伸至家城站，此站成為中途站。
- 1965年（昭和40年）10月1日 - 終止貨物、行李起卸業務。
- 1987年（昭和62年）4月1日 - 伴隨國鐵分割民營化，車站由東海旅客鐵道（JR東海）營運[1]。

## 車站構造
車站是一座地面車站，設有1面1線的單式月台。月台位於路軌南邊。
此站是由松阪站管理的無人車站。候車室位於月台上靠近伊勢奧津一方。曾經此站設有車站大樓和設有列車交會設備，現時遺留了一些痕蹟。

## 利用狀況
根據「三重縣統計書」，以下為1日平均乘車人次列表：
| 年度   | 1日平均 乘車人次 |
| ------ | ---------------- |
| 1998年 | 8                |
| 1999年 | 8                |
| 2000年 | 7                |
| 2001年 | 6                |
| 2002年 | 6                |
| 2003年 | 6                |
| 2004年 | 3                |
| 2005年 | 3                |
| 2006年 | 4                |
| 2007年 | 4                |
| 2008年 | 3                |
| 2009年 | 2                |
| 2010年 | 2                |
| 2011年 | 1                |
| 2012年 | 4                |
| 2013年 | 2                |
| 2014年 | 3                |
| 2015年 | 3                |
| 2016年 | 3                |
| 2017年 | 2                |
| 2018年 | 1                |
| 2019年 | 1                |

車站位於山區內，由於附近設有較多班次近鐵大阪線通過，因此此站於三重縣常設車站中最少人使用。

## 車站周邊
車站周邊設有蜜柑園。
- 伊勢石橋站 - 近鐵大阪線（北邊2.3公里，步行30分鐘）

## 巴士路線
- 三重交通
  - 11系統 前往三重中央醫療中心（日语：国立病院機構）（經久居站）
  - 11系統 前往久居站
  - 11系統 前往室之口

## 相鄰車站
東海旅客鐵道（JR東海）
名松線
一志－井關－伊勢大井

## 注腳
1. 1 2 3  曾根悟（監修）. 朝日新聞出版分冊百科編集部（編集） , 编. . 週刊朝日百科. 25号 紀勢本線・参宮線・名松線. 朝日新聞出版. 2010-01-10: 26-27 （日语）.
2. ↑  三重県統計書 （页面存档备份，存于） - 三重県